# Liriomyza singula
Liriomyza singula este o specie de muște din genul Liriomyza, familia Agromyzidae, descrisă de Spencer în anul 1969.
Este endemică în Alberta. Conform Catalogue of Life specia Liriomyza singula nu are subspecii cunoscute.